# Célina Hangl
Célina Meyer, née Célina Hangl le 26 septembre 1989, est une skieuse alpine suisse spécialisée dans les épreuves techniques, et particulièrement le slalom. Auteur de dix-neuf départs en coupe du monde, elle est deuxième du classement de slalom de la coupe d'Europe en 2006-2007. Elle prend sa retraite sportive à la fin de la saison 2012-2013.

## Famille
Originaire de Samnaun dans les Grisons Célina Hangl nait le 26 septembre 1989 dans une famille de skieurs qui compte de nombreux moniteurs de ski dont son père Christian Hangl et deux anciens skieurs professionnels par le biais de ses oncles Martin Hangl et Marco Hangl. Martin est notamment champion du monde de super G en 1989. 

## Carrière
Célina Hangl débute sur le circuit FIS (le premier niveau international) fin 2004 à 15 ans par deux quatrièmes places en slalom à Davos. Lors de cette même saison elle prend également son premier départ en coupe d'Europe le 8 janvier 2005 lors du slalom de Loèche-les-Bains mais sa saison est surtout composée de courses FIS et d'évènements réservées aux juniors.
Elle poursuit sur cette dynamique, le circuit FIS et un peu de coupe d'Europe, lors de la saison suivante qui la voit également participer à ses premiers championnats du monde juniors à Mont Sainte-Anne, où elle se classe dixième du slalom et trente-et-unième du slalom géant.
Elle change de statut lors de la saison 2006-2007 où elle court principalement sur le circuit européen et y remporte ses premiers points le 19 décembre 2006 avec une quatrième place acquise lors du slalom de Schruns,. Dix jours plus tard elle est sélectionnée pour son premier départ en coupe du monde lors du slalom de Semmering qu'elle termine à la trente-neuvième place,. Elle poursuit sur la lancée de ce résultat en remportant la semaine suivante sa première victoire européenne (qui constitue aussi son premier podium dans la catégorie) lors du slalom de Melchsee-Frutt,. En fin de saison elle participe de nouveau au mondiaux juniors (à Flachau) et termine cette fois sixième du slalom et vingt-neuvième du slalom géant. Enfin elle conclut sa saison sur la troisième marche podium du championnat de Suisse de slalom, devancée par Aline Bonjour et Sandra Gini.
Grâce à ses résultats en slalom sur le circuit continental tout au long de la saison, et notamment deux victoires et une seconde place elle se classe deuxième du classement de la spécialité derrière la Slovaque Veronika Zuzulová.
Hangl commence la saison 2007-2008 avec le groupe de coupe du monde et marque ses premiers points mondiaux lors du slalom Aspen le 9 décembre 2007 : qualifiée in extremis en seconde manche avec le trentième temps , elle signe le troisième chrono de la seconde manche et décroche la treizième place.  Le reste de sa saison s'effectue un peu en coupe du monde mais surtout en coupe d'Europe (où elle gagne deux nouveaux slaloms). Enfin elle participe à ses derniers championnats du monde juniors à Formigal et est sacrée vice-championne du monde junior de slalom le 28 février 2008, derrière l'Autrichienne Bernadette Schild,.
Elle commence la saison 2008-2009 dans le cadre A de l’équipe de Suisse et part en préparation estivale en Nouvelle-Zélande. Elle chute lourdement lors d'un entraînement de slalom géant à Coronet Peak et se fracture le tibia de la jambe gauche lors d’une collision avec un canon à neige. Elle doit subir plusieurs opérations et sa saison est terminée avant même d'avoir commencé,.
Elle ne peut reprendre la compétition que fin 2009, plus d'une année plus tard mais se blesse à nouveau début 2010. Elle effectue finalement son vrai retour au début de la saison 2010-2011, principalement sur le circuit européen et un peu sur le circuit mondial avec pour principal résultat une dix-septième place au slalom d'Arber-Zwiesel le 4 février 2011, ses derniers points en coupe du monde.
Pendant la présaison 2011-2012, lors de sélections internes de l'équipe de Suisse à Saas-Fee, elle chute, se déchire le ligament croisé et endommage son ménisque,. Après une nouvelle saison blanche, elle peut reprendre l'entrainement puis la compétition. Convaincante, elle est alignée en coupe du monde. Le 28 décembre 2020, elle chute à l'entrainement à Reiteralm et se blesse gravement à la cuisse droite : fracture avec enfoncement du fémur,,,.
Cette troisième grave blessure aux jambes la pousse à renoncer. Elle considère que « continuer dans le sport d’élite aurait été synonyme de graves dommages dans quelques années » et qu'il vaut mieux arrêter le sport de haut niveau,. Elle met donc un terme à sa carrière à 23 ans, avec un bilan de quatre victoires en coupe d'Europe et dix-neuf départs en coupe du monde.

## Reconversion
Retraitée à vingt-trois ans, Célina Hangl annonce qu'après une pause nécessaire pour digérer cette fin de carrière prématurée, elle compte aider son père dans son magasin de sport à Samnaun puis mettre à profit son diplôme de maquilleuse obtenu lors de sa longue période de rééducation de 2012,. Elle travaille en effet comme maquilleuse à son compte puis au sein de Bobbi Brown Cosmetics jusqu'en 2016. Elle suit en parallèle une formation en marketing au sein de la Swiss marketing academy et intègre le service marketing de Tissot de décembre 2016 à juillet 2018. En août 2018 elle intègre Swiss Paralympic, le comité paralympique suisse, où elle est responsable de la section « Médias & Communication » jusqu'en septembre 2019, puis responsable « marketing, événements & sponsoring »,,.

## Palmarès

### Coupe du monde
- 19 départs (17 slalom et 2 géant), 4 fois dans les points (slalom)[13]
- Meilleur résultat : 13e à  Aspen[31]
- Meilleur classement : 31e du classement de slalom en 2007-2008
- Meilleur classement général : 74e en 2007-2008

| Saison/Classement | Général | Général | Slalom | Slalom |
| Saison/Classement | Class.  | Points  | Class. | Points |
| ----------------- | ------- | ------- | ------ | ------ |
| 2007-2008         | 74e     | 51      | 31e    | 51     |
| 2010-2011         | 112e    | 14      | 48e    | 14     |

### Coupe d'Europe
- 5 podiums (tous en slalom) dont 4 victoires[15]
- Meilleur classement : 2e du classement de slalom en 2006-2007[37]
- Meilleur classement général : 8e en 2006-2007

| Saison/Classement | Général | Général | Slalom | Slalom | Slalom géant | Slalom géant |
| Saison/Classement | Class.  | Points  | Class. | Points | Class.       | Points       |
| ----------------- | ------- | ------- | ------ | ------ | ------------ | ------------ |
| 2005-2006         | 140e    | 26      | 65e    | 26     | -            | -            |
| 2006-2007         | 8e      | 462     | 2e     | 422    | 39e          | 40           |
| 2007-2008         | 40e     | 200     | 13e    | 200    | -            | -            |
| 2010-2011         | 149e    | 16      | 68e    | 16     | -            | -            |

### Championnats du monde juniors
Célina Hangl participe trois années de suite aux championnats du monde juniors de 2006 à 2008 et est sacrée vice-championne du monde junior de slalom en 2008.
| Édition / Épreuve                        | Slalom géant | Slalom |
| ---------------------------------------- | ------------ | ------ |
| Mondiaux 2006 Mont Sainte-Anne/Le Massif | 31e          | 10e    |
| 2007 Altenmarkt/Flachau                  | 29e          | 6e     |
| Mondiaux 2008 Formigal                   | -            | Argent |